# Rågetsbölefjärden
Rågetsbölefjärden är en fjärd i Åland (Finland). Den ligger i den västra delen av landskapet, 20 km norr om huvudstaden Mariehamn.